# رائول کامپرو
رائول کامپرو (انگلیسی: Raúl Campero; ۲۹ نوامبر ۱۹۱۹ – ۳۱ اکتبر ۱۹۸۰) پرسنل نظامی اهل مکزیک بود.